# David Joel Sánchez López
David Joel Sánchez López (n. Santa Lucía de Tirajana, Gran Canaria, 26 de enero de 1989) es un exfutbolista español que jugaba en la demarcación de defensa, que como último equipo jugó para el HIFK Helsinki en la Ykkönen.

## Biografía
En 2008 hizo su debut con la UD Vecindario cuando contaba con 19 años de edad. Permaneció en el club durante dos años, llegando a marcar un gol en 34 partidos jugados. Tras un año en el Jumilla CF volvió por una temporada al club de su debut. Posteriormente, en 2012, fichó por el Estrella CF por dos temporadas. Finalmente dejó el club tras el mercado invernal de 2014 para fichar por el HIFK Helsinki de Finlandia, club en el que se retiró.

## Clubes
| Club          | País      | Año       | Partidos | Goles |
| ------------- | --------- | --------- | -------- | ----- |
| UD Vecindario | España    | 2008-2010 | 34       | 1     |
| Jumilla CF    | España    | 2010-2011 | 18       | 0     |
| UD Vecindario | España    | 2011-2012 | 7        | 0     |
| Estrella CF   | España    | 2012-2014 | 2        | 0     |
| HIFK Helsinki | Finlandia | 2014      | 6        | 0     |